# Dampmart
Dampmart [dɑ̃maʁ]   est une commune française située dans le département de Seine-et-Marne en région Île-de-France.

## Géographie

### Localisation
La commune est située dans une boucle de la Marne en rive droite à 2,5 km à l'est de Thorigny-sur-Marne qui lui est contigüe.
 

### Communes limitrophes
| Annet-sur-Marne    |            | Jablines  |
| Thorigny-sur-Marne | Dampmart   | Chalifert |
| Lagny-sur-Marne    | Montévrain | Chessy    |

### Géologie et relief
La commune est classée en zone de sismicité 1, correspondant à une sismicité très faible. L'altitude varie de 38 mètres à 124 mètres pour le point le plus haut , le centre du bourg se situant à environ 61 mètres d'altitude (mairie).

### Hydrographie

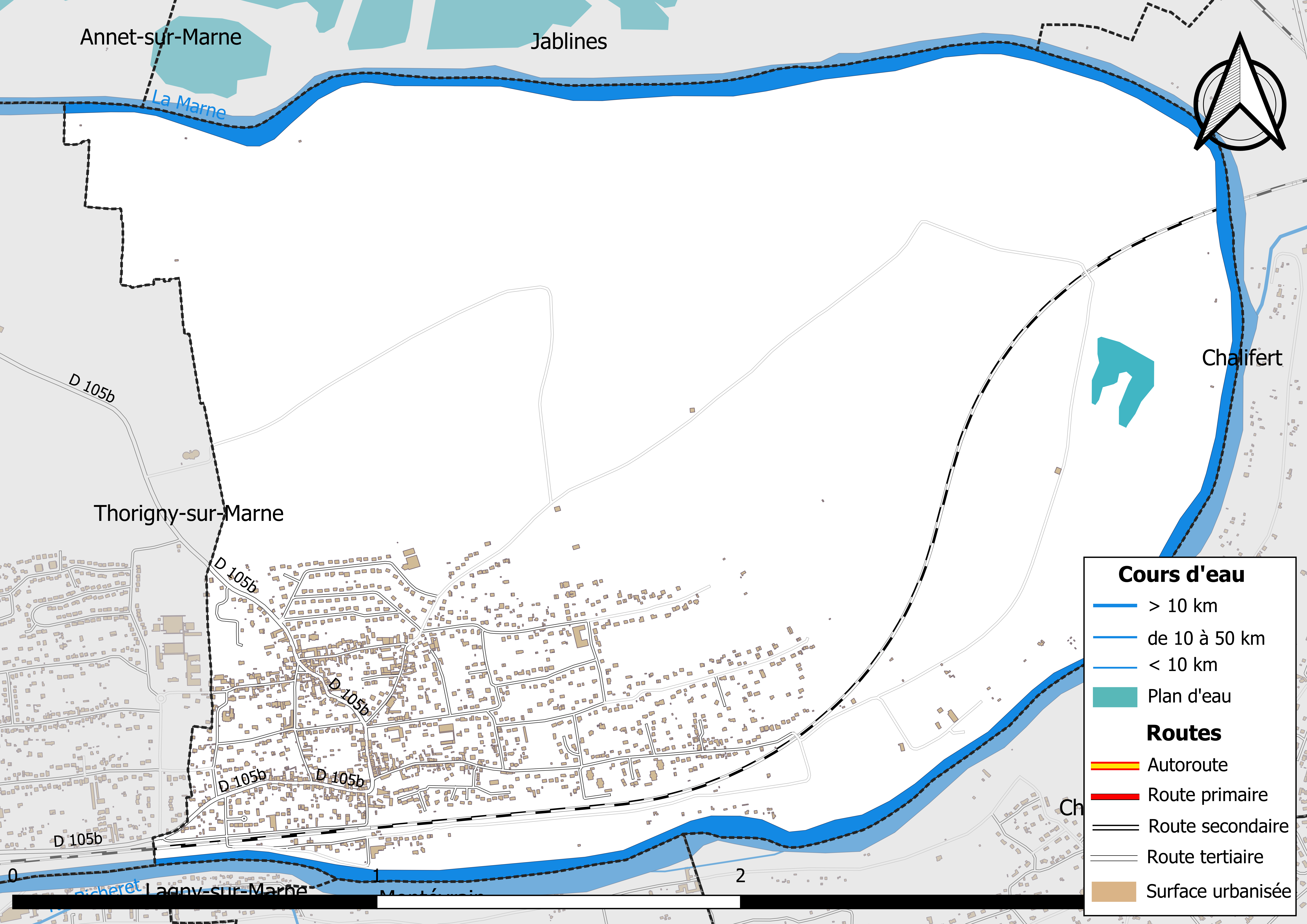
Carte des réseaux hydrographique et routier de Dampmart.

Le réseau hydrographique de la commune se compose d'un cours d'eau référencés : la rivière la Marne, longue de 514,26 km, principal affluent de la Seine.
Par ailleurs, son territoire est également traversé par l'aqueduc de la Dhuis.
La longueur totale des cours d'eau sur la commune est de 5,10 km.

### Climat
Pour des articles plus généraux, voir Climat de l'Île-de-France et Climat de Seine-et-Marne.
En 2010, le climat de la commune est de type climat océanique dégradé des plaines du Centre et du Nord, selon une étude du CNRS s'appuyant sur une série de données couvrant la période 1971-2000. En 2020, Météo-France publie une typologie des climats de la France métropolitaine dans laquelle la commune est exposée à un climat océanique altéré et est dans la région climatique Nord-est du bassin Parisien, caractérisée par un ensoleillement médiocre, une pluviométrie moyenne régulièrement répartie au cours de l’année et un hiver froid (3 °C).
Pour la période 1971-2000, la température annuelle moyenne est de 11,3 °C, avec une amplitude thermique annuelle de 15,1 °C. Le cumul annuel moyen de précipitations est de 716 mm, avec 11 jours de précipitations en janvier et 7,8 jours en juillet. Pour la période 1991-2020, la température moyenne annuelle observée sur la station météorologique la plus proche, située sur la commune de Torcy à 7 km à vol d'oiseau, est de 12,1 °C et le cumul annuel moyen de précipitations est de 716,4 mm,. Pour l'avenir, les paramètres climatiques de la commune estimés pour 2050 selon différents scénarios d'émission de gaz à effet de serre sont consultables sur un site dédié publié par Météo-France en novembre 2022.

### Milieux naturels et biodiversité

#### Réseau Natura 2000

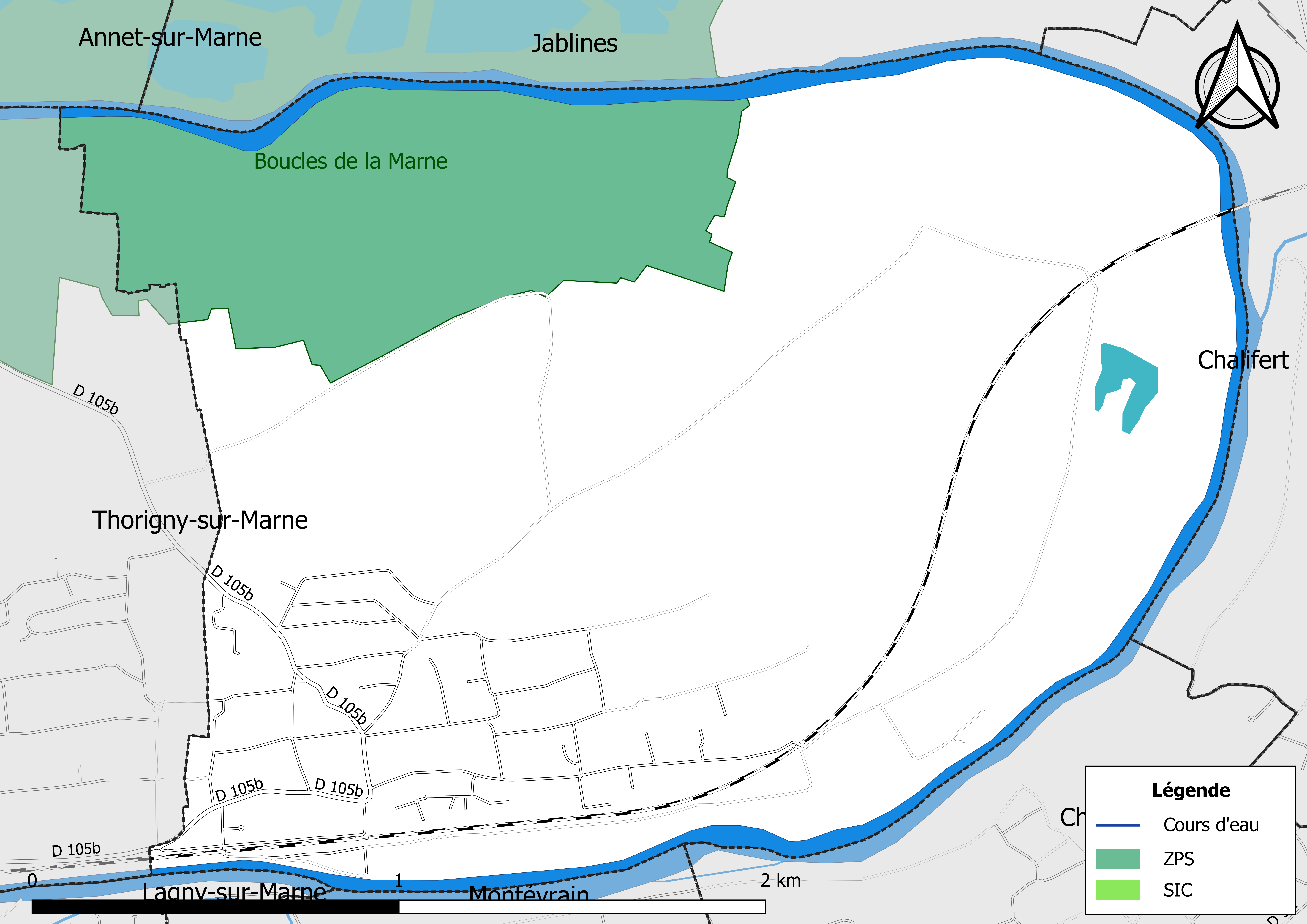
Sites Natura 2000 sur le territoire communal.

Le réseau Natura 2000 est un réseau écologique européen de sites naturels d’intérêt écologique élaboré à partir des Directives « Habitats » et « Oiseaux ». Ce réseau est constitué de Zones spéciales de conservation (ZSC) et de Zones de protection spéciale (ZPS). Dans les zones de ce réseau, les États Membres s'engagent à maintenir dans un état de conservation favorable les types d'habitats et d'espèces concernés, par le biais de mesures réglementaires, administratives ou contractuelles.
Un  site Natura 2000 a été défini sur la commune au titre de la « directive Oiseaux », : les « Boucles de la Marne », d'une superficie de 2 641 ha, un lieu refuge pour une population d’Œdicnèmes criards d’importance régionale qui subsiste malgré la détérioration des milieux,.

#### Zones naturelles d'intérêt écologique, faunistique et floristique
L’inventaire des zones naturelles d'intérêt écologique, faunistique et floristique (ZNIEFF) a pour objectif de réaliser une couverture des zones les plus intéressantes sur le plan écologique, essentiellement dans la perspective d’améliorer la connaissance du patrimoine naturel national et de fournir aux différents décideurs un outil d’aide à la prise en compte de l’environnement dans l’aménagement du territoire.
Le territoire communal de Dampmart comprend une ZNIEFF de type 1,,, 
la « Forêt de Vallières et carrières souterraines à Annet-sur-Marne » (292,58 ha), couvrant 3 communes du département
, et un ZNIEFF de type 2,, 
la « vallée de la Marne de Coupvray à Pomponne » (3 619,57 ha), couvrant 17 communes du département.

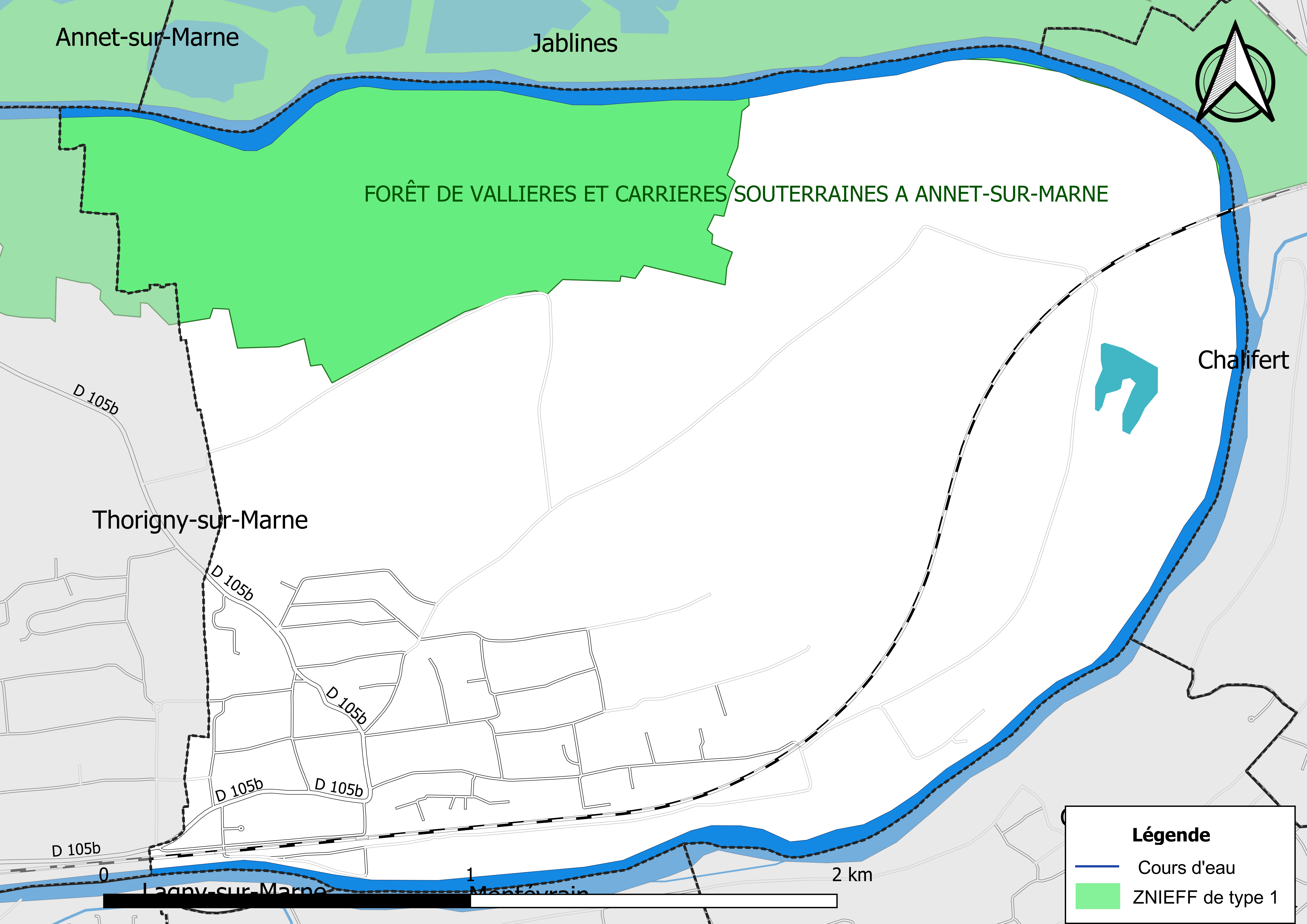
Carte des ZNIEFF de type 1 de la commune.
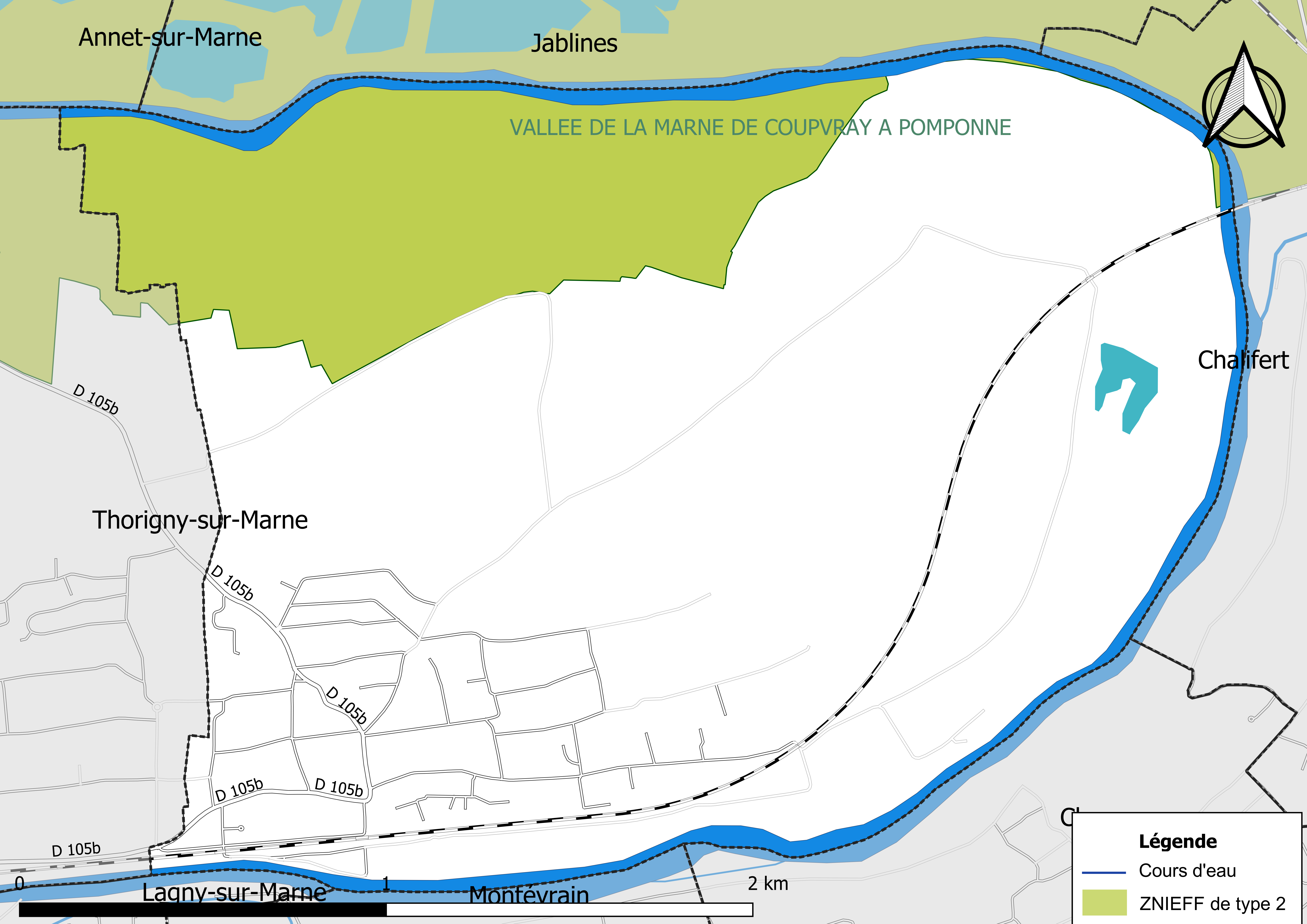
Carte des ZNIEFF de type 2 de la commune.

## Urbanisme

### Typologie
Au 1er janvier 2024, Dampmart est catégorisée grand centre urbain, selon la nouvelle grille communale de densité à sept niveaux définie par l'Insee en 2022.
Elle appartient à l'unité urbaine de Paris, une agglomération inter-départementale regroupant 407  communes, dont elle est une commune de la banlieue,,. Par ailleurs la commune fait partie de l'aire d'attraction de Paris, dont elle est une commune du pôle principal,. Cette aire regroupe 1 929 communes,.

### Lieux-dits et écarts
La commune compte 83 lieux-dits administratifs répertoriés consultables ici (source : le fichier Fantoir).

### Occupation des sols
L'occupation des sols de la commune, telle qu'elle ressort de la base de données européenne d’occupation biophysique des sols Corine Land Cover (CLC), est marquée par l'importance des territoires agricoles (58,3 % en 2018), en augmentation par rapport à 1990 (54,3 %). La répartition détaillée en 2018 est la suivante : 
terres arables (47,5% ), zones urbanisées (20,9% ), forêts (20,6% ), zones agricoles hétérogènes (10,8% ), eaux continentales (0,2% ), prairies (0,1 %).
Parallèlement, L'Institut Paris Région, agence d'urbanisme de la région Île-de-France, a mis en place un inventaire numérique de l'occupation du sol de l'Île-de-France, dénommé le MOS (Mode d'occupation du sol), actualisé régulièrement depuis sa première édition en 1982. Réalisé à partir de photos aériennes, le Mos distingue les espaces naturels, agricoles et forestiers mais aussi les espaces urbains (habitat, infrastructures, équipements, activités économiques, etc.) selon une classification pouvant aller jusqu'à 81 postes, différente de celle de Corine Land Cover,,. L'Institut met également à disposition des outils permettant de visualiser par photo aérienne l'évolution de l'occupation des sols de la commune entre 1949 et 2018.

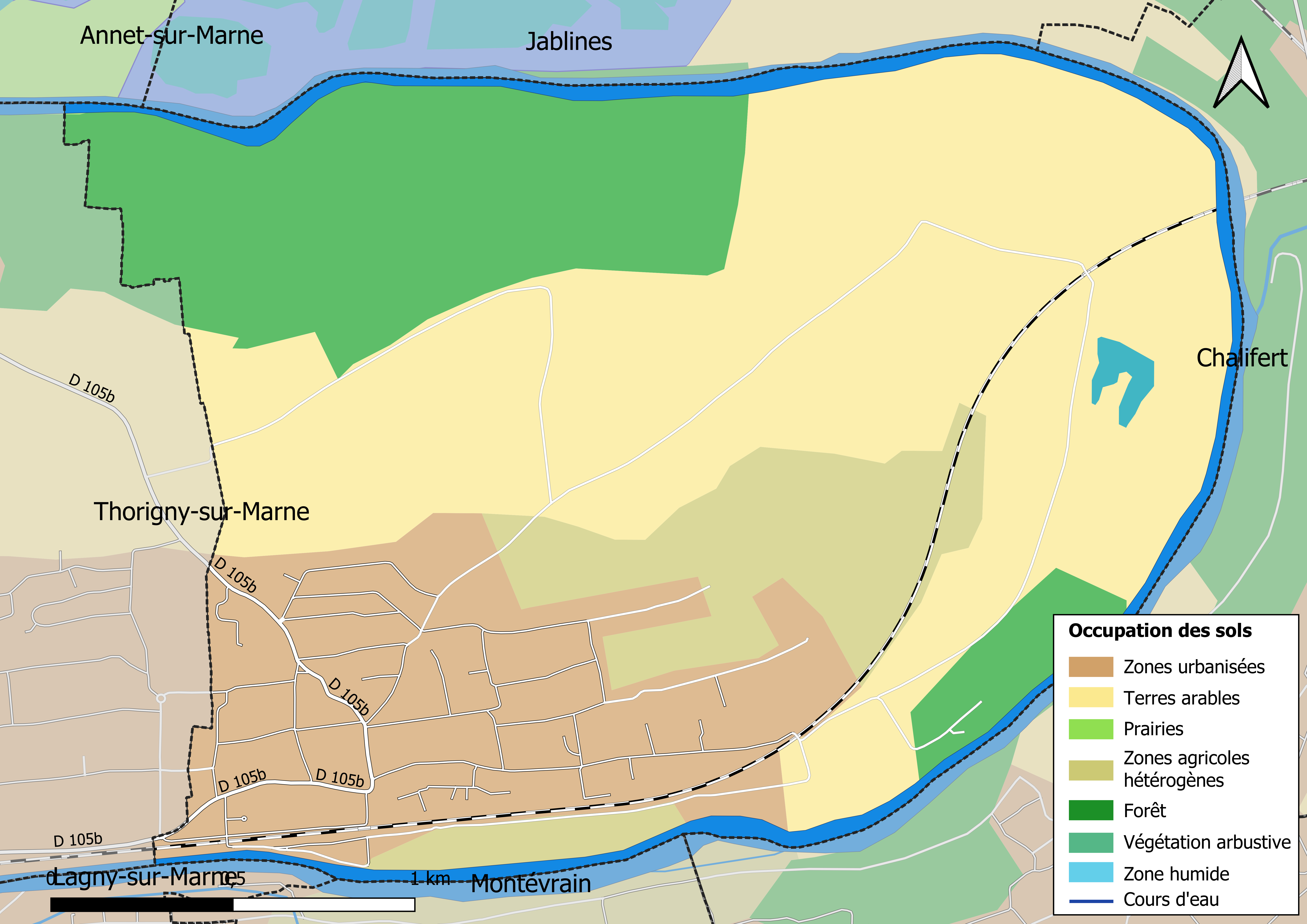
Carte des infrastructures et de l'occupation des sols en 2018 (CLC) de la commune.
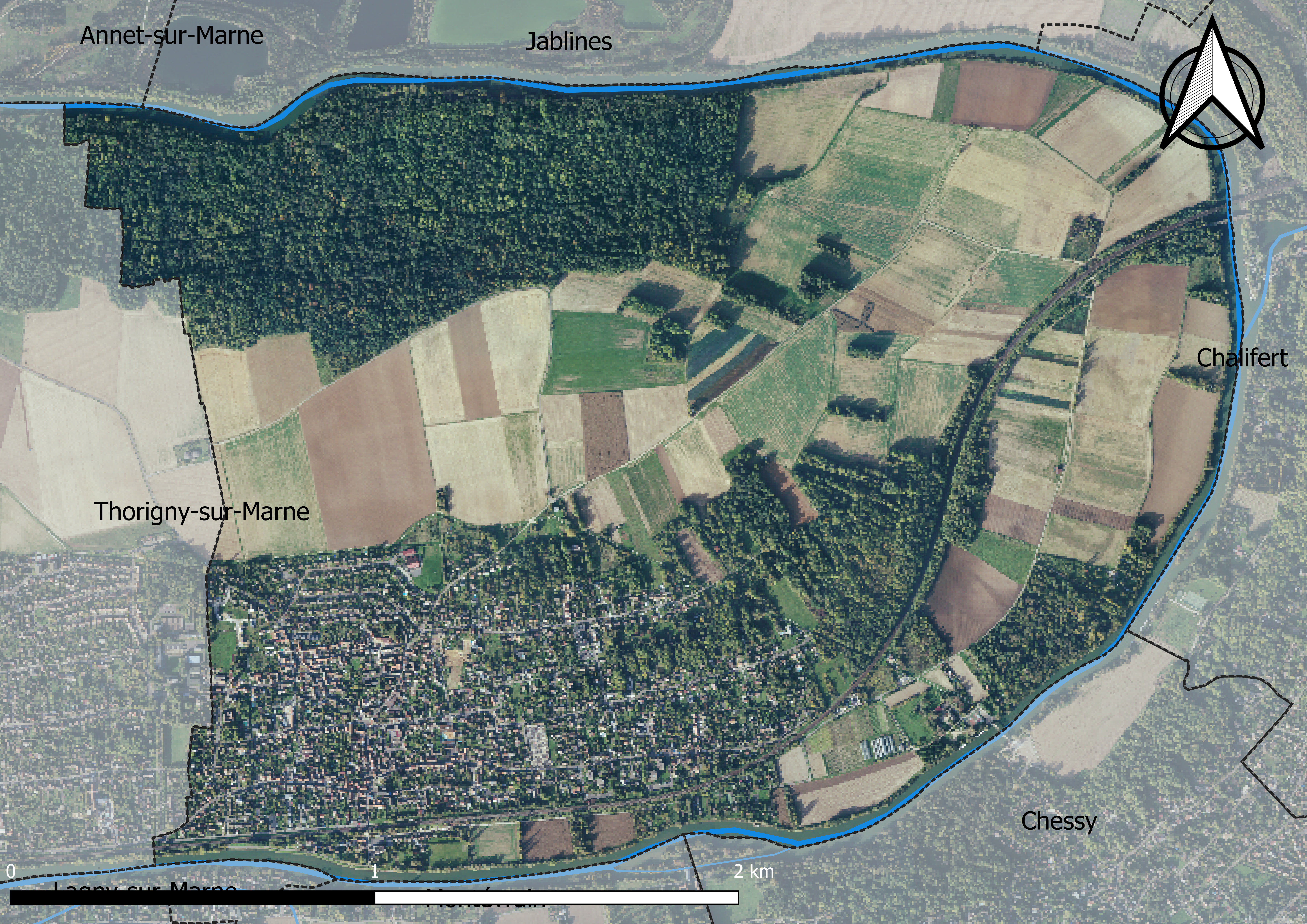
Carte orhophotogrammétrique de la commune.

### Planification
La loi SRU du 13 décembre 2000 a incité les communes à se regrouper au sein d’un établissement public, pour déterminer les partis d’aménagement de l’espace au sein d’un SCoT, un document d’orientation stratégique des politiques publiques à une grande échelle et à un horizon de 20 ans et s'imposant aux documents d'urbanisme locaux, les PLU (Plan local d'urbanisme). La commune est dans le territoire du SCOT Marne, Brosse et Condoire, approuvé en février 2013 et dont la révision a été lancée en 2017 par la Communauté d'Agglomération de Marne et Gondoire.
La commune disposait en 2019 d'un plan local d'urbanisme approuvé. Le zonage réglementaire et le règlement associé peuvent être consultés sur le Géoportail de l'urbanisme.

### Logement
En 2016, le nombre total de logements dans la commune était de 1 393 dont 77,2 % de maisons et 22,1 % d’appartements.
Parmi ces logements, 91,7 % étaient des résidences principales, 1,5 % des résidences secondaires et 6,8 % des logements vacants.
La part des ménages fiscaux propriétaires de leur résidence principale s’élevait à 76 % contre 22,5 % de locataires,, dont 9,9 % de logements HLM loués vides (logements sociaux) et 1,6 % logés gratuitement.

### Voies de communication et transports

#### Transports
La commune est desservie par : 
- la ligne 2250 (Gare de Lagny-Thorigny – Thorigny-sur-marne Cornillot) du réseau de bus de Marne-la-Vallée ;
- la gare ferroviaire de Lagny-Thorigny à 2,5 km.
- Depuis avril 2024, la commune est desservie en soirée par le bus de Soirée Lagny-Thorigny, permettant de relier la Gare de Lagny-Thorigny[30].

## Toponymie
Le nom de la localité est mentionné sous les formes P. de Dammahart en 1184 ; Domnus Medardus en 1195 ; Villa de Dampmart en 1206 ; Danmaart en 1274 ; Dampmart de lez Laigny sur Marne en 1346 ; Dampnus Medardus en 1352 ; Damart en 1671 ; Dammart en 1847.
Dampmart est synonyme de Saint Médard, voir damp, du latin dominius et Médard.

## Histoire
Occupation à l'époque paléolithique et néolithique (outils en silex exposés au musée de Lagny-sur-Marne).
D'une activité fortement agricole, cultures maraîchères, exploitation de la vigne, Dampmart s'est transformé en une agglomération où coexistent une partie ancienne, le village rural et une zone pavillonnaire, de densité moyenne.
Dampmart a connu au cours de son histoire un casino dont la date exacte de disparation (début du XXe siècle probablement) n'est pas connue.

## Politique et administration

### Liste des maires
| Période                                  | Période      | Identité                 | Étiquette | Qualité                                                                                        |
| ---------------------------------------- | ------------ | ------------------------ | --------- | ---------------------------------------------------------------------------------------------- |
| Les données manquantes sont à compléter. |              |                          |           |                                                                                                |
| 1900                                     | 1912         | Zéphirin Labour          |           |                                                                                                |
| 1912                                     | 1919         | Félix Théodule Lallemant |           |                                                                                                |
| 1919                                     | 1951         | Émile Blanchet           |           |                                                                                                |
| 1951                                     | 1958         | Jean Charpentier         |           |                                                                                                |
| 1958                                     | 1960         | Michel Place             |           |                                                                                                |
| 1960                                     | mars 1977    | Jean Poirel              |           |                                                                                                |
| mars 1977                                | mars 1989    | Jean Le Paire            |           | Entrepreneur                                                                                   |
| mars 1989                                | mars 2001    | Lucien Guillaume         | SE        |                                                                                                |
| mars 2001                                | mars 2008    | François Pellissier      | DVD       |                                                                                                |
| mars 2008                                | juillet 2008 | André Canape             | DVD       | Ingénieur retraité                                                                             |
| juillet 2008                             | octobre 2008 | Délégation spéciale      | -         | -                                                                                              |
| octobre 2008                             | mars 2014    | Georges Carré            | SE        | Directeur qualité                                                                              |
| mars 2014                                | En cours     | Laurent Delpech          | UMP-LR    | Cadre aéronautique Vice-président de la CA de Marne et Gondoire Réélu pour le mandat 2020-2026 |

## Équipements et services

### Eau et assainissement
L’organisation de la distribution de l’eau potable, de la collecte et du traitement des eaux usées et pluviales relève des communes. La loi NOTRe de 2015 a accru le rôle des EPCI à fiscalité propre en leur transférant cette compétence. Ce transfert devait en principe être effectif au 1er janvier 2020, mais la loi Ferrand-Fesneau du 3 août 2018 a introduit la possibilité d’un report de ce transfert au 1er janvier 2026,.

#### Assainissement des eaux usées
En 2020, la gestion du service d'assainissement collectif de la commune de Dampmart est assurée par le SIA de Marne-la-Vallée (SIAM) pour le transport. Ce service est géré en délégation par une entreprise privée, dont le contrat arrive à échéance le 31 décembre 2025,,.
La station d'épuration Equalia est quant à elle gérée par le SIA de Marne-la-Vallée (SIAM) qui a délégué la gestion à une entreprise privée, Veolia, dont le contrat arrive à échéance le 31 décembre 2020,.
L’assainissement non collectif (ANC) désigne les installations individuelles de traitement des eaux domestiques qui ne sont pas desservies par un réseau public de collecte des eaux usées et qui doivent en conséquence traiter elles-mêmes leurs eaux usées avant de les rejeter dans le milieu naturel. La communauté d'agglomération Marne et Gondoire (CAMG) assure pour le compte de la commune le service public d'assainissement non collectif (SPANC), qui a pour mission de vérifier la bonne exécution des travaux de réalisation et de réhabilitation, ainsi que le bon fonctionnement et l’entretien des installations. Cette prestation est déléguée à la Société Française de Distribution d’Eau (SFDE), dont le contrat arrive à échéance le 31 décembre 2025,.

#### Eau potable
En 2020, l'alimentation en eau potable est assurée par le SMAEP de la région de Lagny-sur-Marne qui en a délégué la gestion à l'entreprise Veolia, dont le contrat expire le 1er janvier 2026,,.

## Population et société

### Démographie
L'évolution du nombre d'habitants est connue à travers les recensements de la population effectués dans la commune depuis 1793. Pour les communes de moins de 10 000 habitants, une enquête de recensement portant sur toute la population est réalisée tous les cinq ans, les populations de référence des années intermédiaires étant quant à elles estimées par interpolation ou extrapolation. Pour la commune, le premier recensement exhaustif entrant dans le cadre du nouveau dispositif a été réalisé en 2006.

En 2022, la commune comptait 3 655 habitants, en évolution de +8,39 % par rapport à 2016 (Seine-et-Marne : +3,92 %, France hors Mayotte : +2,11 %).
| 1793 | 1800 | 1806 | 1821 | 1831 | 1836 | 1841 | 1846 | 1851 |
| ---- | ---- | ---- | ---- | ---- | ---- | ---- | ---- | ---- |
| 812  | 822  | 862  | 748  | 720  | 695  | 686  | 686  | 703  |

| 1856 | 1861 | 1866 | 1872 | 1876 | 1881 | 1886 | 1891 | 1896 |
| ---- | ---- | ---- | ---- | ---- | ---- | ---- | ---- | ---- |
| 615  | 667  | 720  | 711  | 712  | 707  | 787  | 808  | 841  |

| 1901 | 1906 | 1911 | 1921 | 1926  | 1931  | 1936  | 1946  | 1954  |
| ---- | ---- | ---- | ---- | ----- | ----- | ----- | ----- | ----- |
| 846  | 802  | 831  | 932  | 1 021 | 1 113 | 1 125 | 1 089 | 1 179 |

| 1962  | 1968  | 1975  | 1982  | 1990  | 1999  | 2006  | 2011  | 2016  |
| ----- | ----- | ----- | ----- | ----- | ----- | ----- | ----- | ----- |
| 1 136 | 1 243 | 1 963 | 2 390 | 2 693 | 2 754 | 3 075 | 3 179 | 3 372 |

| 2021  | 2022  | - | - | - | - | - | - | - |
| ----- | ----- | - | - | - | - | - | - | - |
| 3 586 | 3 655 | - | - | - | - | - | - | - |

## Jumelages
Alcanena (Portugal)

## Économie

### Revenus de la population et fiscalité
En 2016, le nombre de ménages fiscaux était de 
1 268 (dont 69 % imposés) représentant 3 376 personnes et le  médiane du revenu disponible par unité de consommation  de 24 542 €.

### Emploi
En 2016, le nombre total d'emplois dans la zone était de 361, occupant 1 522 actifs résidants.
Le taux d'activité de la population (actifs ayant un emploi) âgée de 15 à 64 ans s'élevait à 70,7 % contre un taux de chômage de 7,6 %. Les inactifs se répartissent de la façon suivante : 10,2 % d'étudiants et stagiaires non rémunérés, 5,7 % de retraités ou préretraités et 5,8 % pour les autres inactifs .

### Entreprises et commerces
En 2015, le nombre d’établissements actifs était de 198 dont 6 dans l’agriculture-sylviculture-pêche, 10 dans l’industrie, 49 dans la construction, 115 dans le commerce-transports-services divers et 18  étaient relatifs au secteur administratif.
Ces établissements ont pourvu 222 postes salariés.

### Secteurs d'activité

#### Agriculture
Dampmart est dans la petite région agricole dénommée les « Vallées de la Marne et du Morin », couvrant les vallées des deux rivières, en limite de la Brie. En 2010, l'orientation technico-économique de l'agriculture sur la commune est diverses cultures (hors céréales et oléoprotéagineux, fleurs et fruits).
Si la productivité agricole de la Seine-et-Marne se situe dans le peloton de tête des départements français, le département enregistre un double phénomène de disparition des terres cultivables (près de 2 000 ha par an dans les années 1980, moins dans les années 2000) et de réduction d'environ 30 % du nombre d'agriculteurs dans les années 2010. Cette tendance se retrouve au niveau de la commune où le nombre d’exploitations est passé de 12 en 1988 à 5 en 2010. Parallèlement, la taille de ces exploitations augmente, passant de 25 ha en 1988 à 56 ha en 2010.
Le tableau ci-dessous présente les principales caractéristiques des exploitations agricoles de Dampmart, observées sur une période de 22 ans : 
|                                      | 1988 | 2000 | 2010 |
| ------------------------------------ | ---- | ---- | ---- |
| Dimension économique,                |      |      |      |
| Nombre d’exploitations (u)           | 12   | 6    | 5    |
| Travail (UTA)                        | 11   | 9    | 10   |
| Surface agricole utilisée (ha)       | 298  | 348  | 278  |
| Cultures                             |      |      |      |
| Terres labourables (ha)              | 284  | 343  | 276  |
| Céréales (ha)                        | 215  | 224  | 177  |
| dont blé tendre (ha)                 | 130  | 153  | 130  |
| dont maïs-grain et maïs-semence (ha) | 77   | 49   | s    |
| Tournesol (ha)                       | 0    |      |      |
| Colza et navette (ha)                | 30   | s    | 38   |
| Élevage                              |      |      |      |
| Cheptel (UGBTA)                      | 11   | 10   | 4    |

## Culture locale et patrimoine

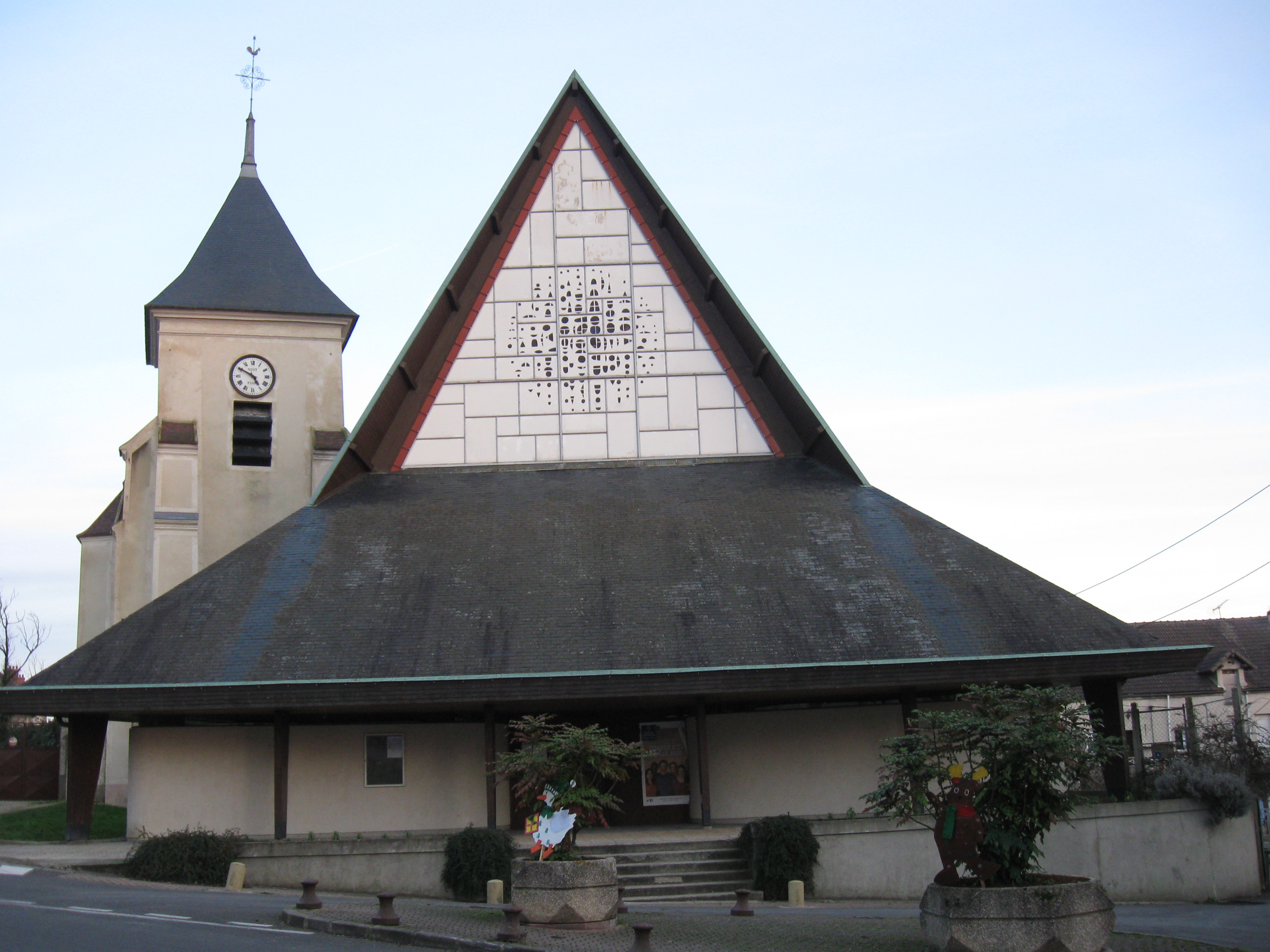
L'église Saint-Médard-et-Sainte-Anne - cloche de l'église sonnant 18 h : Fichier:Dampmart - Cloche de l'église Saint-Médard-et-Sainte-Anne.ogg

### Lieux et monuments

#### L’église Saint-Médard-et-Sainte-Anne
L'ancienne église reconstruite au XIIe siècle, modifiée aux XVIe et XIXe siècles, a été démolie en 1964, en raison de son mauvais état.
De 1961 à 1965, les travaux de démolition, puis de reconstruction de l’église permettent le sauvetage partiel d’un cimetière mérovingien, situé sous l’édifice.
Seul le clocher, élevé au XIIe siècle, et la cloche de 1641 sont préservés.

### Héraldique
| Blason de Dampmart(Seine-et-Marne) | Les armes de la commune se blasonnent ainsi : Parti, au premier de pourpre à l'arc d'or, la corde à dextre, au second coupé, au premier d'or à un silex taillé soudé d'argent, au second d'azur à trois larmes d'or. |